# Lista odcinków serialu The Following
Poniżej znajduje się lista odcinków serialu telewizyjnego The Following – który był emitowanego przez amerykańską stację telewizyjną  FOX od 21 stycznia 2013 roku do 18 maja 2015 roku. Powstały 3 serie, łącznie składające się z 45 odcinków. W Polsce jest emitowany przez nSeriale / Seriale+, Canal+ Film oraz TVN 7.
| Sezon | Sezon | Odcinki | Premiera sezonu  | Finał sezonu     | Premiera       | Finał           | Wydanie DVD     | Wydanie DVD      | Wydanie DVD     |
| Sezon | Sezon | Odcinki | Premiera sezonu  | Finał sezonu     | Premiera       | Finał           | Region 1        | Region 2         | Polska          |
| ----- | ----- | ------- | ---------------- | ---------------- | -------------- | --------------- | --------------- | ---------------- | --------------- |
|       | 1     | 15      | 21 stycznia 2013 | 29 kwietnia 2013 | 11 lutego 2013 | 20 maja 2013    | 7 stycznia 2014 | 2 grudnia 2013   | 13 czerwca 2014 |
|       | 2     | 15      | 19 stycznia 2014 | 28 kwietnia 2014 | 4 marca 2014   | 10 czerwca 2014 | brak danych     | 29 września 2014 | brak danych     |
|       | 3     | 15      | 2 marca 2015     | 18 maja 2015     | 18 marca 2015  | 24 czerwca 2015 | brak danych     | brak danych      | brak danych     |

## Sezon 1 (2013)
| Nr | #  | Tytuł             | Reżyseria                   | Scenariusz                             | Premiera Fox     | Premiera nSeriale / Seriale+ |
| --- | -- | ----------------- | --------------------------- | -------------------------------------- | ---------------- | ---------------------------- |
| 1 | 1  | Pilot             | Marcos Siega                | Kevin Williamson                       | 21 stycznia 2013 | 11 lutego 2013               |
| Seryjny morderca Joe Caroll ucieka z więzienia. Były agent FBI – Ryan Hardy, dostaje zadanie pojmania zbiega. W międzyczasie służby federalne zabezpieczają Claire Matthews i Joey Matthewsa (żonę i syna Carolla) oraz Sarah Fuller, jedyną ofiarę Carolla, która przeżyła atak mordercy. |    |                   |                             |                                        |                  |                              |
| 2 | 2  | Chapter Two       | Marcos Siega                | Kevin Williamson                       | 28 stycznia 2013 | 18 lutego 2013               |
| 3 | 3  | The Poet's Fire   | Liz Friedlander             | Adam Armus, Kay Foster                 | 4 lutego 2013    | 25 lutego 2013               |
| 4 | 4  | Mad Love          | Henry Bronchtein            | Andrew Wilder, Kevin Williamson        | 11 lutego 2013   | 4 marca 2013                 |
| 5 | 5  | The Siege         | Phil Abraham                | Rebecca Dameron                        | 18 lutego 2013   | 11 marca 2013                |
| 6 | 6  | The Fall          | Marcos Siega                | Shintaro Shimosawa                     | 25 lutego 2013   | 18 marca 2013                |
| 7 | 7  | Let Me Go         | Nick Gomez                  | Seamus Kevin Fahey                     | 4 marca 2013     | 25 marca 2013                |
| 8 | 8  | Welcome Home      | Joshua Butler               | Amanda Kate Shuman                     | 11 marca 2013    | 1 kwietnia 2013              |
| 9 | 9  | Love Hurts        | Marcos Siega, Adam Davidson | Adam Armus, Kay Foster                 | 18 marca 2013    | 8 kwietnia 2013              |
| 10 | 10 | Guilt             | Joshua Butler               | Kevin Williamson, Shintaro Shimosawa   | 25 marca 2013    | 15 kwietnia 2013             |
| 11 | 11 | Whips and Regret  | Marcos Siega                | Kevin Williamson, Rebecca Dameron      | 1 kwietnia 2013  | 22 kwietnia 2013             |
| 12 | 12 | The Curse         | David Von Ancken            | Seamus Kevin Fahey, Amanda Kate Shuman | 8 kwietnia 2013  | 29 kwietnia 2013             |
| 13 | 13 | Havenport         | Nicole Kassell              | David Wilcox, Vincent Angell           | 15 kwietnia 2013 | 6 maja 2013                  |
| 14 | 14 | The End is Near   | Joshua Butler               | Adam Armus, Kay Foster                 | 22 kwietnia 2013 | 13 maja 2013                 |
| 15 | 15 | The Final Chapter | Marcos Siega                | Kevin Williamson                       | 29 kwietnia 2013 | 20 maja 2013                 |

## Sezon 2 (2014)
| Nr | #  | Tytuł         | Reżyseria       | Scenariusz                       | Premiera Fox     | Premiera VOD     |
| --- | -- | ------------- | --------------- | -------------------------------- | ---------------- | ---------------- |
| 16 | 1  | Resurrection  | Marcos Siega    | Kevin Williamson                 | 19 stycznia 2014 | 4 marca 2014     |
| Claire Matthews umiera na skutek ran zadanych przez Molly. Ryan zabija Molly skręcając jej kark. W rocznicę domniemanej śmierci Joe Carolla, grupa zamachowców w maskach z wizerunkiem Carolla dokonuje ataku terrorystycznego w nowojorskim metrze. FBI prowadzi śledztwo, do którego przyłącza się Mike Weston. Ryan odmawia FBI i decyduje się działać na własną rękę, współpracując ze swoją siostrzenicą Max, która pracuje jako policjantka. |    |               |                 |                                  |                  |                  |
| 17 | 2  | For Joe       | Joshua Butler   | Kevin Williamson, Vincent Angell | 27 stycznia 2014 | 11 marca 2014    |
| Joe ukrywa się na wsi, w domku prostytutki o imieniu Judy, która wychowuje córkę Mandy. Jednym z klientów Judy jest lokalny duchowny, który przypadkiem odkrywa tożsamość Carolla. Ten decyduje się go zabić z pomocą Mandy. Ryan kontaktuje się z kobietą o imieniu Lily, która przeżyła atak w metrze. Kobieta zostaje ponownie zaatakowana przez dwóch bliźniaków, którzy wcześniej byli sprawcami napadu na metro. Ryan udaremnia atak i rani jednego z napastników w ramię. |    |               |                 |                                  |                  |                  |
| 18 | 3  | Trust Me      | Liz Friedlander | Alexi Hawley                     | 3 lutego 2014    | 18 marca 2014    |
| Judy po odnalezieniu zwłok duchownego, próbuje bezskutecznie zabić Carolla. Ten zaś manipuluje jej córką, która ostatecznie morduje matkę, po to by zyskać akceptację Joego. Caroll i Mandy wyruszają w drogę. Emma dołącza do nowej grupy wyznawców Carolla. Ryan orientuje się, iż Lily, współpracuje z grupą zamachowców. |    |               |                 |                                  |                  |                  |
| 19 | 4  | Family Affair | Marcos Siega    | Brett Mahoney                    | 10 lutego 2014   | 25 marca 2014    |
| Lily, marszandka i multimilionerka okazuje się być przybraną matką bliźniaków i wierną wyznawczynią ideologii Carolla. Emma zostaje przywieziona do domu Lily, w którym to marszandka stara się wkupić w łaski kobiety, wiedząc, iż zdobywając jej akceptację, może liczyć na przyjazd Joego. Joe kontaktuje się z Emmą, a następnie wraz z nią udaje się do domu Lily. Gisele – partnerka bliźniaków zostaje w Nowym Jorku, po to by wyeliminować niewygodnych świadków. Kobieta jest śledzona przez Max. |    |               |                 |                                  |                  |                  |
| 20 | 5  | Reflection    | Nicole Kassell  | Lizzie Mickery                   | 17 lutego 2014   | 1 kwietnia 2014  |
| Lily przedstawia Joego wszystkim mieszkańcom jej domu. Ryan i Max uprowadzają Gisele, która wyjawia im miejsce spotkania z resztą grupy. Lily wysyła swoich dwóch synów – Luke'a i Jamela by odebrali kobietę z terenu fabryki. Pojawia się tam jednak tylko Ryan, który w wyniku strzelaniny zabija Jamela a sam zostaje powierzchownie ranny. Gisele ucieka Max i dołącza do Luke'a. Ryan dociera do jedynego w okolicy zabudowania, gdzie terroryzuje gospodynię i korzysta z apteczki. Do domku dociera także Luke i Gisele. Kobieta ginie podczas ataku na Ryana. Lily ofiaruje Joemu kobietę, którą ten ma zamordować w jej izbie tortur, mężczyzna z początku odmawia, uważając iż jest manipulowany, później jednak samodzielnie dokonuje mordu. Mark na polecenie Lily zbliża się do Emmy, zamyka kobietę w pracowni malarskiej i prosi by ta namalowała jego portret. Emma maluje jednak wizerunek Joego. Ryan wraca do motelu, w którym przetrzymywał wraz z Max Gisele, ku jego uciesze kobieta żyje. |    |               |                 |                                  |                  |                  |
| 21 | 6  | Fly Away      | Rob Seidenglanz | Dewayne Jones                    | 24 lutego 2014   | 8 kwietnia 2014  |
| Ryan ściąga do motelu Mike'a. Mężczyźni wraz z Max obezwładniają Luke'a, który wraca do motelu by zemścić się za śmierć Giselle. Ryan kontaktuje się z Lily i proponuje wymianę: Luke za Carolla. Kobieta bierze sprawy w swoje ręce i odurza Joego, sama zaś jedzie na wymianę z Markiem. Joe zostaje ocucony przez Emmę a następnie ciężko rani Radmilę (przyszywaną córkę Lily) aby opuścić posiadłość wraz z Emmą i Mandy uciekając tym samym Ryanowi, który dociera na miejsce zbyt późno. Podczas wymiany dochodzi do konfrontacji, w wyniku której Lily i Mark uciekają do lasu wraz z odbitym Lukiem. Mike podąża ich śladem i udaje mu się złapać Luke'a i ciężko go pobić. Joe planuje ucieczkę podstawioną awionetką, dostaje jednak informację, iż na miejscu będzie na niego czekać FBI, w związku z czym decyduje się jechać samochodem. Lily rozpacza po utracie Luke'a, Joe przez telefon mówi jej, że zrywa z nią wszystkie kontakty, co doprowadza kobietę do furii. |    |               |                 |                                  |                  |                  |
| 22 | 7  | Sacrifice     | Adam Davidson   | Scott Reynolds                   | 3 marca 2014     | 15 kwietnia 2014 |
| Joe zabiera Emmę i Mandy do nowej sekty, która jest dowodzona przez fanatyka o imieniu Micah i jego żonę Julię. Julia traktuje Joego z rezerwą i nie ufa mu, aby zaleźć mu za skórę: wybiera Emmę do rytuału religijnego, podczas którego Micah podcina jej żyły. Joe i Mandy są przerażeni praktykami wewnątrz sekty, jednak okazuje się, iż Emma przeżywa rytuał. W Nowym Jorku Max zostaje porwana na polecenie Lily przez psychopatycznego mordercę. Przebywający w szpitalu Luke wyjawia Ryanowi personalia porywacza, co naprowadza FBI na jego trop. Max udaje się zbiec od porywacza do lasu, gdzie dociera odsiecz – kurt zostaje zastrzelony przez Ryana. Porwanie Max było tylko częścią zemsty Lily, kobieta przesyła Ryanowi video, na którym Mark podcina gardło ojcowi Mike'a. |    |               |                 |                                  |                  |                  |
| 23 | 8  | The Messenger | Marcos Siega    | Alexi Hawley                     | 10 marca 2014    | 22 kwietnia 2014 |
| Na stypie po pogrzebie ojca Mike'a, dyrektor FBI dogaduje się z Ryanem: do czasu odnalezienia przecieku wewnątrz biura, Ryan będzie pracował bezpośrednio pod dyrektorem, który ma mu zapewnić wszystkie potrzebne środki. Ryan i Max odkrywają, iż Joemu mógł pomagać doktor Strauss, który brał udział w podmianie zwłok po pożarze w latarni. Ryan składa mężczyźnie wizytę, podczas której zostawia w jego mieszkaniu podsłuch. Wkrótce doktora odwiedza Carrie Cooke, dziennikarka, która kontaktowała się z Ryanem, gdy ten pogrążał się w alkoholizmie po rzekomej śmierci Joego. Doktor uprowadza kobietę, o czym dowiaduje się Ryan dzięki podsłuchowi. Mężczyzna wraca do domu doktora, jednak zostaje tam uśpiony przez jego ucznia o imieniu Cole. Doktor Strauss i Cole zamierzają na oczach Ryana odciąć kończyny Carrie, jednak ich zamiar zostaje udaremniony gdy do posiadłości dociera Max i Mike. Max zabija Cole, zaś Mike i Ryan torturują Straussa, by ten podał im miejsce pobytu Joego. Doktor jednak nie potrafi podać tej informacji. W międzyczasie w sekcie Micaha, Joe zdobywa jego wpływy i namawia mężczyznę, by ten zamordował niepokornych członków sekty, co Micah wykonuje podczas imprezy dyskotekowej poprzez podanie zatrutego opłatka. Julia jest wściekła na męża za dokonanie mordu na członkach sekty, ten zaś każe ją siłą wyprowadzić. |    |               |                 |                                  |                  |                  |
| 24 | 9  | Unmasked      | Nicole Kassell  | Vincent Angell                   | 17 marca 2014    | 29 kwietnia 2014 |
| Max, Ryan i Mike typują Ginę jako źródło przecieku. Aby udowodnić winę kobiecie, Ryan podjudza ją, ta zaś udaje się do Jany, z którą ma wspólne dzieci. Gina odkrywa, iż jej była partnerka dalej jest chora psychicznie, Jana atakuję Ginę i zostawia ranną w garażu. Ryan i Mike kilka chwil później odkrywają ranną kobietę, a następnie udaje im się udaremnić ucieczkę Jany, która popełnia samobójstwo na ich oczach. Joe Caroll kontynuuje swoją grę w sekcie Korbin. Manipulując Micahem, zmusza go do wydania wyroku śmierci na Julii. Joe wysyła do Nowego Jorku Emmę i Roberta, aby dostarczyli wiadomość do Carrie Cooke. Micah dołącza do tego zespołu Lance'a – psychopatycznego mordercę. Trójka ta urządza krwawą rzeźnie w księgarni, w której Cooke podpisuje czytelnikom swoją książkę. Następnie Emma zostawia dziennikarce wiadomość, którą ta ma wyemitować w telewizji. Z księgarni nie ucieka Lance, który decyduje się czekać na przybycie policji by następnie odgrywać rolę świadka masakry. Ryan orientuje się, iż Lance jest sprawcą, lecz nie udaje mu się go pojmać, gdyż też próbując wziąć policjantkę za zakładniczkę, zostaje zastrzelony przez innego policjanta. Cooke puszcza w telewizji film od Emmy, na którym ukazany jest Joe Caroll deklarujący chęć popełnienia kolejnych zbrodni. Podczas oglądania przemówienia Carolla, Micah któremu wydawało się, iż to on będzie bohaterem nagrania, zostaje otruty. Robert urządza pogrzeb Micaha i Julii, podczas którego ogłasza Joe Carolla nowym prorokiem. Członkowie sekty bardzo powściągliwie reagują na zmianę przywództwa. Mike decyduje się odłączyć od Ryana i udać w sekretne miejsce, w którym FBI przetrzymuje Claire, o czym nie wie Ryan, będąc przekonanym, że kobieta nie żyje. |    |               |                 |                                  |                  |                  |
| 25 | 10 | Teacher's Pet | Marcos Siega    | Brett Mahoney                    | 24 marca 2014    | 6 maja 2014      |
| Na początku odcinka wyjaśnione są okoliczności w jakich Claire została objętą ochroną przez FBI, wbrew wiedzy Ryana, któremu Mike oznajmił iż kobieta nie przeżyła ataku. W czasie teraźniejszym, Joe próbuje zwiększyć swoje wpływy w sekcie Korbin, Robert przedstawia mu kilku członków, którzy są gotowi do poświęceń. Joe decyduje się wysłać ich do Nowego Jorku, by szerzyli tam terror. Ryan przy pomocy Carrie Cooke podjudza Carolla, który próbuje się skontaktować telefonicznie z Janą. Ryan wraz z Max i agentami FBI odbierają telefon. Ryan wymienia się z Carollem informacjami, próbując przeciągnąć rozmowę, technikom z FBI nie udaje się jednak namierzyć rozmówcy. W Nowym Jorku wyznawcy Carolla przypadkowo wybierają ofiary po to, by szerzyć przesłanie no redemption without blood (ang. nie ma odkupienia bez krwi). FBI udaje się rozpoznać jedną z osób, które dokonują zamachów – dziewczynę o imieniu Mallory (Emily Kinney). Ryan wraz z FBI udaje się do restauracji, w której przed laty pracowała kobieta, podejrzewając, iż w niej będzie miał miejsce kolejny atak terrorystyczny. Na miejscu zastają Mallory oraz jej wspólnika, który bierze przypadkową kobietę za zakładnika. Mallory po perswazji Ryana jest gotowa zdradzić miejsce pobytu Carolla, jednak jej partner aby do tego nie dopuścić podcina jej gardło, po czym sam ginie od gradu kul. W sekcie Korbin, Caroll kontynuuje indoktrynację, swoich nowych wyznawców. Udziela publicznego błogosławieństwa swoją własną krwią dwójce zamachowców z Nowego Jorku, którym udało się powrócić do sekty. Dochodzi do ostrego spięcia pomiędzy Emmą i Mandy. Claire chce powrócić do Nowego Jorku aby porozmawiać z Ryanem. |    |               |                 |                                  |                  |                  |
| 26 | 11 | Freedom       | Liz Friedlander | Dewayne Jones                    | 31 marca 2014    | 13 maja 2014     |
| Joe prowadzi w sekcie Korbin warsztaty, podczas których uczy swoich podopiecznych mordowania, jako obiekt doświadczalny zostaje użyta przyjaciółka Roberta. Mężczyzna dzieli się z Carollem swoimi wątpliwości w kwestii doboru ofiar. Caroll poleca Emmie udobruchanie Roberta. Joe frustruje się oglądając w telewizji występy Kingstona Tannera – kaznodziei, który wykorzystuje wizerunek Carolla do pozyskiwania dotacji. Międzyczasie w Nowym Jorku ma miejsce kolejny atak terrorystyczny na piekarnię. Ranni, którzy przeżyli atak zostają przetransportowani do szpitala, w którym przebywa Luke. Ryan orientuje się, iż atak na piekarnię był elementem planu odbicia chłopaka. Mike, Ryan i służby specjalne okrążają szpital. Podczas obławy giną wszyscy napastnicy, ale Luke'owi udaje się uciec i dołączyć do brata oraz Lily Gray. Mandy ucieka z Korbin i kontaktuje się z Markiem. |    |               |                 |                                  |                  |                  |
| 27 | 12 | Betrayal      | Marcos Siega    | Lizzie Mickery                   | 7 kwietnia 2014  | 20 maja 2014     |
| Claire rozmawia z Ryanem i decyduje się pozostać w jego mieszkaniu w Nowym Jorku. Dla Ryana jest to kłopotliwa sytuacja, ze względu na jego znajomość z Carrie Cooke, mężczyzna poleca Max by pilnowała Claire. Wyznawcy Joego przekazują Carrie nową wiadomość, która ta musi wyemitować w telewizji. Ryan i Mike orientują się, iż kolejną ofiarą sekty będzie syn Kingstona Tannera – Preston, który mieszka w bractwie akademickim. Wkrótce bractwo zostaje zaatakowane przez wyznawców. Ryan i Mike dojeżdżają na miejsce i udaje im się zabić jednego z napastników, syn kaznodziei zostaje jednak uprowadzony przez pozostałych. Ryanowi udaje się śledzić samochód, w którym przewożony jest Preston Tanner, dzięki czemu odkrywa Korbin. Ryan przekazuje Mike'owi, iż chce samodzielnie zabić Joego po czym wyrzuca swój telefon, aby nie zostać namierzonym. W międzyczasie Mandy spotyka się z Lily, która każe jej wyjawić miejsce pobytu Joego. Kiedy dziewczyna odmawia, Lily poleca Markowi i Luke'owi wydobycie tej informacji siłą. Joe orientuje się, iż Mandy uciekła do Lily, w związku z czym kontaktuje się z nią telefonicznie. Lily szantażuje Joego, ten jednak decyduje się poświęcić Mandy. Joe ma pretensje do Emmy, obwinia ją za ucieczkę Mandy. W końcowej scenie odcinka, Joe wita Prestona Tannera, oznajmiając mu iż będzie cierpiał za grzechy jego ojca, scenę obserwuje ukryty za drzewami Ryan. |    |               |                 |                                  |                  |                  |
| 28 | 13 | The Reaping   | Joshua Butler   | Megan Martin                     | 14 kwietnia 2014 | 27 maja 2014     |
| Ryan przebywając w Korbin ogląda ceremonię, podczas której Joe zmusza Prestona Tannera, by ten zabił kobietę. Ryan decyduje się oddać strzał w kierunku Joego, ten jednak okazuje się być niecelny. Caroll poleca swoim wyznawcom odnalezienie Ryana i doprowadzenie go żywego. W międzyczasie Lily odkrywa położenie sekty Korbin, zatrudnia najemników i wyrusza wraz z Markiem oraz Lukiem by zemścić się na Carollu. Z kolei Max i Mike odnajdują dom, w którym w ostatnim czasie przebywała Lily, orientują się, iż kobieta odnalazła Carolla i zamierza się na nim zemścić. Ryan przebywając dalej na terenie sekty, postanawia się poddać po to by trafić do Carolla. Joe dokończa na oczach Ryana inscenizację, podczas której Preston Tanner zabija niewinną kobietę, jednocześnie Caroll oznajmia Ryanowi, iż uważa go za przyjaciela i nie zamierza go zabić. Postawa Joego nie podoba się Emmie. Caroll i jego najbliżsi współpracownicy ewakuują się z sekty, widząc iż pod bramą ośrodka czeka obcy samochód, który zostaje przez nich błędnie wzięty za wóz FBI. Na chwilę po ewakuacji, na teren sekty wkraczają najemnicy Lily, którzy mordują wszystkich wyznawców. Ryan walczy z napastnikami i udaje mu się ich spacyfikować. W międzyczasie do Korbin przybywa też FBI wraz z Max i Mikiem, którzy dołączają do Ryana. Mike'owi udaje się złapać Lily, waha się jednak czy ma ją aresztować czy zabić na miejscu. Ryan prosi Mike'a by pozwolił kobiecie przeżyć, ten jednak po wielu wahaniach decyduje się na zabicie kobiety na oczach Ryana i Max. |    |               |                 |                                  |                  |                  |
| 29 | 14 | Silence       | Steve Shill     | Scott Reynolds                   | 21 kwietnia 2014 | 3 czerwca 2014   |
| Mike unika odpowiedzialności za zabójstwo Lily Gray, ponieważ Ryan i Max zeznają, iż była to samoobrona. Caroll poleca Emmie i Robertowi by pojechali na spotkanie z Claire. Claire wymyka się ochronie i udaje się do pensjonatu, w których sprzed laty wspólnie z Carollem ułożyła wiersz, który został odczytany przez Carrie Cooke w telewizji. W tym czasie Caroll realizuje dalszą część swojego planu – każe porwać Kingstona Tannera, sam zaś ze swoimi ludźmi opanowuje kościół na Manhattanie, który zostaje jednocześnie zaminowany. Do budynku wdziera się Ryan i Mike. Przy ołtarzu Caroll pokazuje Kingstonowi film, na którym Preston morduje kobietę w sekcie Korbin. Wymusza również na Kingstonie akt apostazji. Wydarzenia z kościoła są transmitowane na żywo za pomocą live streamingu. Caroll oznajmia Kingstonowi i Prestonowi, iż tylko jeden z nich może przeżyć, następnie każdemu z nich daje nóż. Kingston decyduje się popełnić samobójstwo aby ocalić syna. W tym czasie w zamkniętym pensjonacie dochodzi do konfrontacji pomiędzy Claire a Emmą. Robert rozdziela kobiety i oznajmia, iż Claire musi zostać doprowadzona do Joego żywa. Emma jest innego zdania, morduje Roberta i biegnie za Claire, która w czasie szamotaniny Emmy z Robertem ucieka na pierwsze piętro. Na piętrze dochodzi do kolejnej konfrontacji, w wyniku której Claire rani Emmę w brzuch i wyrzuca ją przez okno, następnie wychodzi na zewnątrz, gdzie zostaje ponownie zaatakowana przez Emmę. Claire dobija kobietę a następnie zostaje przechwycona przez Luke'a i Marka, którzy obserwowali pensjonat. Mike dostaje się do niewoli w kościele, Caroll celując w jego głowę, domaga się by Ryan również się poddał. Odcinek kończy się cliffhangerem, podczas którego słychać strzał. |    |               |                 |                                  |                  |                  |
| 30 | 15 | Forgive       | Marcos Siega    | Kevin Williamson                 | 28 kwietnia 2014 | 10 czerwca 2014  |
| Luke i Mark grożąc Claire każą Ryanowi przywieść Carolla pod wskazany adres. Ryan poddaje się Carollowi w kościele, jednocześnie odbezpieczając wejścia i polecając ekipie szturmowej wkroczenie do budynku. Caroll zgadza się współpracować z Ryanem, który wyprowadza go z budynku i bierze do samochodu. Ryan wtajemnicza w swój plan tylko Mike'a i Max. Ekipa szturmowa zabija w kościele wszystkich członków sekty, poza jednym – który udaje się za Ryanem i Carollem. Kiedy Ryan zjeżdża z głównej drogi, zostaje zaatakowany przez wyznawcę, który spycha jego samochód i doprowadza do dachowania. Caroll zabija swojego byłego wyznawcę, wyciąga Ryana z samochodu i wspólnie z nim dojeżdża na miejsce spotkania z Lukiem i Markiem – do willi otoczonej ogromnym areałem. Ryan z początku nie ufa Carollowi, jednak ostatecznie mężczyźni postanawiają działać wspólnie po to by uratować Claire. Ratując kobietę, wpadają w pułapkę i zostają wzięci do niewoli przez Marka i Luke'a, którzy odurzają ich gazem a następnie przywiązują do krzeseł w jadalni. Bliźniacy grając w rosyjską ruletkę, przykładają do głowy Claire pistolet, wymagając od Ryana i Carolla szczerych odpowiedzi na ich pytania. Ryan przyznaje się do zabójstwa, którego przed laty dokonał z zemsty. Całą trójkę z opresji wyciąga Mike i Max, którzy docierają do posesji i oddają strzały do bliźniaków. Bracia oraz Caroll uciekają. Podczas pościgu Mike zostaje zaatakowany przez Marka. Mike wyznaje zgodnie z prawdą, iż to on a nie Ryan, zabił Lily. Max ratuje mężczyznę strzelając i zabijając Luke'a. Mark w szoku po stracie brata, zabiera jego ciało a następnie kontynuuje ucieczkę. Caroll na terenie posesji odnajduje Claire, prosi ją o wybaczenie, lecz kobieta odmawia. Max, Ryan i Mike dobiegają do Joego i Claire a następnie celują do niego. Joe prosi Ryana, by ten go zabił. Ryan waha się, jednak ostatecznie postanawia darować mu życie, wzywając posiłki. Joe zostaje zaaresztowany, zaś Mark wymyka się z ciałem swojego brata. Caroll prosi Ryana by ten go odwiedzał w więzieniu. Ryan odmawia, twierdząc iż musi rozpocząć nowy rozdział w swoim życiu, zapominając o przeszłości. Claire również deklaruje chęć rozpoczęcia życia od nowa, ale nie u boku Ryana. Dochodzi do zbliżenia pomiędzy Mikiem a Max. W ostatniej scenie sezonu Mark dociera z ciałem brata do samochodu kierowanego przez nieujawnioną osobę. |    |               |                 |                                  |                  |                  |

## Sezon 3 (2015)
7 marca 2014 roku, Fox oficjalnie zamówił trzecią serię serialu.
| Nr | #  | Tytuł              | Reżyseria       | Scenariusz                    | Premiera Fox     | Premiera nSeriale / Seriale+ |
| -- | -- | ------------------ | --------------- | ----------------------------- | ---------------- | ---------------------------- |
| 31 | 1  | New Blood          | Marcos Siega    | Alexi Hawley, Brett Mahoney   | 2 marca 2015     | 18 marca 2015                |
| 32 | 2  | Boxed In           | Rob Seidenglanz | Barry O'Brien                 | 9 marca 2015     | 25 marca 2015                |
| 33 | 3  | Exposed            | Gary Love       | Brynn Malone                  | 16 marca 2015    | 1 kwietnia 2015              |
| 34 | 4  | Home               | Nicole Kassell  | Jeff Eckerle, Marilyn Osborn  | 23 marca 2015    | 8 kwietnia 2015              |
| 35 | 5  | A Hostile Witness  | Marcos Siega    | Michael McGrale               | 23 marca 2015    | 15 kwietnia 2015             |
| 36 | 6  | Reunion            | Mary Harron     | Brett Mahoney                 | 30 marca 2015    | 22 kwietnia 2015             |
| 37 | 7  | The Hunt           | Sylvain White   | Liz Sczudlo                   | 6 kwietnia 2015  | 29 kwietnia 2015             |
| 38 | 8  | Flesh & Blood      | Marcos Siega    | Mary Leah Sutton              | 13 kwietnia 2015 | 6 maja 2015                  |
| 39 | 9  | Kill the Messenger | David Tuttman   | Barry O'Brien                 | 20 kwietnia 2015 | 13 maja 2015                 |
| 40 | 10 | Evermore           | David McWhirter | Alexi Hawley                  | 27 kwietnia 2015 | 20 maja 2015                 |
| 41 | 11 | Demons             | Marcos Siega    | Dave Johnson                  | 4 maja 2015      | 27 maja 2015                 |
| 42 | 12 | The Edge           | Nicole Kassell  | Jeff Eckerle, Marilyn Osborn  | 11 maja 2015     | 3 czerwca 2015               |
| 43 | 13 | A Simple Trade     | Marcos Siega    | Mary Leah Sutton, Liz Sczuldo | 11 maja 2015     | 10 czerwca 2015              |
| 44 | 14 | Dead or Alive      | Rob Seidenglanz | Brynn Malone, Michael McGrale | 18 maja 2015     | 17 czerwca 2015              |
| 45 | 15 | The Reckoning      | Marcos Siega    | Brett Mahoney, Alexi Hawley   | 18 maja 2015     | 24 czerwca 2015              |